# Misery, Somme

Misery este o comună în departamentul Somme, Franța. În 1 ianuarie 2018 avea o populație de 133 de locuitori.